# 卡里亞庫和小馬提尼克

卡里亞庫和小馬提尼克地圖

卡里亞庫和小馬提尼克是格林納達的屬地，位於格林納達島和聖文森特和格林納丁斯之間，屬於格瑞那丁群島，面積共37.7平方公里，人口約10,000，首府設於卡里亞庫島的希爾斯堡。
卡里亞庫島是格瑞那丁群島中最大的島嶼，面積34平方公里。小馬提尼克島位於卡里亞庫島以北4公里，面積2.37平方公里。

## 外部連結
- Carriacou Regatta Festival （页面存档备份，存于）
- CarriacouCam view of Petit Martinique from Belair （页面存档备份，存于）
- Carriacou 2011 : a preliminary presentation of some interesting finds （页面存档备份，存于）